# Prestavlky
Prestavlky é um município da Eslováquia localizado no distrito de Žiar nad Hronom, região de Banská Bystrica.

## Demografia
| Ano:        | 1994 | 2004   | 2014   | 2024   |
| ----------- | ---- | ------ | ------ | ------ |
| Broj ljudi: | 699  | 670    | 668    | 670    |
| Razlika:    |      | -4,14% | -0,29% | +0,29% |

| Ano:               | 2023 | 2024   |
| ------------------ | ---- | ------ |
| Número de pessoas: | 685  | 670    |
| Diferença:         |      | -2,18% |